# Barbara Daly Baekeland
Barbara Daly Baekeland (28 de septiembre de 1921 - 17 de noviembre de 1972)  fue una adinerada socialité estadounidense que fue la exesposa de Brooks Baekeland, nieto del inventor de la baquelita Leo Baekeland. Fue asesinada en su casa, ubicada en Londres, cuando su hijo, Antony Baekeland, la apuñaló con un cuchillo de cocina, matándola casi al instante. Antony fue encontrado en la escena del crimen, y más tarde confesó y fue acusado de su asesinato.

## Primeros años de vida
Barbara Daly nació y creció en Cambridge, Massachusetts, el 28 de septiembre de 1921. En enero de 1933, cuando Barbara tenía 11 años, su padre Frank se suicidó al intoxicarse con monóxido de carbono del escape de su coche en el garaje de la familia. Después de su muerte, Barbara y su madre se mudaron a la ciudad de Nueva York y se instalaron en el Hotel Delmonico.

## Carrera
De joven, Barbara se convirtió en una destacada socialité. Fue reconocida por su belleza, posando para pintores y modelando en revistas de moda como Vogue y Harper's Bazaar. Su estatus social y belleza le valieron frecuentes invitaciones a fiestas de la alta sociedad.[cita requerida] También tenía problemas de salud mental, como su madre, y fue paciente privada del psiquiatra Foster Kennedy. 
Una invitación a Hollywood para una prueba de pantalla con el actor Dana Andrews no la condujo al estrellato cinematográfico, pero sí a una amistad con la aspirante a actriz Cornelia "Dickie" Baekeland. Ella le presentó a Barbara a su hermano menor Brooks, piloto en prácticas de la Real Fuerza Aérea Canadiense.[cita requerida]

## Boda
Después de que Barbara le mintiera a Brooks Baekeland sobre un supuesto embarazo, se casaron rápidamente en California. A continuación, se instalaron en un lujoso apartamento en el Upper East Side de Nueva York, donde celebraban extravagantes cenas para sus amigos, entre ellos Greta Garbo, Tennesse Williams y William Styron. Con el tiempo, Barbara se hizo famosa por su personalidad inestable, sus arrebatos de mal humor y sus episodios de fuerte depresión. También bebía mucho y tanto ella como su marido mantenían aventuras extramatrimoniales. 
Dio a luz a su único hijo Anthony Baekeland, el 28 de agosto de 1946.
Desde el verano de 1954, cuando Anthony tenía ocho años, los Baekeland mantuvieron una vida nómada y estacional, manteniendo su hogar en Nueva York pero residiendo principalmente en Europa. Alquilando casas y villas en Londres, París, Zermatt, Cap d'Antibes y muchas partes de Italia, Barbara y Brooks continuaron viviendo de manera extravagante, recibiendo invitados y manteniendo relaciones adúlteras. A partir de 1960, la residencia principal de la familia fue un apartamento en París, donde, durante una fiesta, Brooks conoció a la hija de un diplomático inglés, quince años menor que él. Brooks le planteó el divorcio, y Barbara intentó suicidarse.
En 1967, con los Baekeland establecidos en Suiza y en el balneario catalán de Cadaqués, Anthony conoció a Jake Cooper, un australiano bisexual. Cooper le introdujo en las drogas alucinógenas, y ambos partieron en un viaje hacia Marruecos para conseguirlas. Supuestamente, Anthony y Cooper también comenzaron una relación, aunque Cooper lo niega. Cuando la señora Baekeland fue informada de ello por su amiga Barbara Curteis, viajó en coche a España para traer a su hijo de vuelta a Suiza. Sin embargo, en la frontera francesa, Anthony fue detenido por no llevar pasaporte.

## Divorcio
De vuelta en Suiza, Barbara aceptó la relación de su hijo con Cooper, aunque prefería la que empezó a desarrollar con una joven española, Sylvie. Sin embargo, Sylvie empezó una relación con Brooks, el esposo de Barbara. Este solicitó el divorcio y Barbara, fuertemente deprimida, volvió a intentar suicidarse de nuevo. Brooks se casó con Sylvie y tuvieron un hijo. Posteriormente se divorciaron, y él se casó con Susan Baekeland.
En 1969, Barbara conoció al reconocido conservador de arte pop Samuel Adams Green, con quien inició una relación. Cuando le presentó a su hijo Anthony, no quedó nada impresionado por sus supuestas capacidades artísticas. Seis semanas después, él terminó la relación, aunque Barbara seguía obsesionada con él y lo persiguió sin descanso; cuando regresó a Estados Unidos ese otoño, caminó descalza por Central Park bajo la nieve, solo vestida con un abrigo de piel de lince, para exigirle que la dejara entrar a su apartamento.

## Relación con el hijo
Barbara Baekeland tenía una relación compleja y supuestamente incestuosa con su hijo, Antony Baekeland, quien era gay o bisexual. Baekeland intentó "arreglar" a su hijo contratando prostitutas para que tuvieran relaciones sexuales con él. Después de que esto fracasara, mientras la pareja vivía en Mallorca en el verano de 1968 tras el divorcio de Barbara y Brooks, se alegó que Barbara había tenido relaciones incestuosas con su hijo.  
Durante su juventud, Antony mostró signos cada vez más frecuentes de esquizofrenia con tendencias paranoides, y su comportamiento errático causó preocupación entre los amigos de la familia. Finalmente le diagnosticaron esquizofrenia; sin embargo, su padre inicialmente se negó a permitir que lo trataran psiquiatras, una profesión que él consideraba "amoral". 

## Asesinato
A finales de julio de 1972, Antony intentó arrojar a su madre al tráfico frente a su ático en Cadogan Square en Chelsea, Londres. Sólo se salvó gracias a su debilidad física y a la intervención de su amiga Susan Guinness. Aunque la Policía Metropolitana arrestó a Antony por intento de asesinato, Barbara se negó a presentar cargos. Posteriormente, Antony fue ingresado en el hospital psiquiátrico privado The Priory, pero fue dado de alta poco después. 
Anthony entonces comenzó a asistir a sesiones con un psiquiatra mientras vivía en casa. El médico se preocupó tanto por la condición de Anthony que el 30 de octubre le advirtió a Barbara que era capaz de asesinarla. Barbara desestimó la afirmación del médico.
Dos semanas después, el 17 de noviembre de 1972, Antony asesinó a su madre apuñalándola con un cuchillo de cocina, matándola casi instantáneamente. Ella tenía en ese momento 51 años y Anthony 26. La policía llegó y encontró a Antony en la escena del crimen. Más tarde confesó haberla asesinado y fue acusado de ello. 
Estuvo internado en el Hospital Broadmoor hasta el 21 de julio de 1980, cuando, a instancias de un grupo de amigos, fue dado de alta. 

### La muerte de Antony
Tras su liberación, Antony, que entonces tenía 33 años, voló directamente a la ciudad de Nueva York para quedarse con su abuela materna, Nini Daly, de 87 años. Tan sólo seis días después de su liberación, el 27 de julio, la atacó con un cuchillo de cocina, apuñalándola ocho veces y fracturándole varios huesos. Posteriormente, fue arrestado por el Departamento de Policía de la Ciudad de Nueva York, acusado de intento de asesinato  y enviado a la prisión de Rikers Island.
Después de ocho meses de evaluación por parte del equipo psiquiátrico de Rikers Island, se esperaba que lo liberaran bajo fianza en una audiencia judicial el 20 de marzo de 1981. Sin embargo, el juez aplazó el caso debido a un retraso en la transferencia de su historial médico desde el Reino Unido.  Antony regresó a su celda a las 3:30 p.m. EST el 20 de marzo de 1981, y fue encontrado muerto por suicidio 30 minutos después, tras asfixiarse con una bolsa de plástico. 

## Savage Grace
La película de 2007 Savage Grace, se basa en la vida de los Baekeland. Protagonizada por Julianne Moore, Stephen Dillane, Eddie Redmayne, Hugh Dancy, Elena Anaya y Unax Ugalde, se basa en el libro homónimo.
Tras el estreno de la película, Samuel Adams Greene, examante de Barbara Baekeland, escribió un artículo señalando elementos engañosos en la trama respecto a la realidad. Se refirió en particular a la escena del trío, que muestra a Barbara, Anthony y Sam Greene en un ménage à trois en la cama. Green escribió:
"Es cierto que hace casi cuarenta años tuve una aventura con Barbara, pero desde luego nunca me acosté con su hijo, ni soy bisexual. Empezó a contarle a la gente que había tenido una relación incestuosa con su hijo para "curarlo" de la homosexualidad... pero no creo que tuviera sexo con Tony. Creo que simplemente disfrutaba escandalizando a la gente".
Green entonces inició acciones legales contra los cineastas, que aun estaban sin resolver al momento de su muerte.